# Distrito de Gmünd
Gmünd es un distrito administrativo austriaco del estado de la Baja Austria.

## División administrativa
- Amaliendorf-Aalfang
- Bad Großpertholz
- Brand-Nagelberg
- Eggern
- Eisgarn
- Gmünd
- Großdietmanns
- Großschönau
- Haugschlag
- Heidenreichstein
- Hirschbach
- Hoheneich
- Kirchberg am Walde
- Litschau
- Moorbad Harbach
- Reingers
- Schrems
- St. Martin
- Unserfrau-Altweitra
- Waldenstein
- Weitra

El distrito está subdividido en 21 municipalidades, de las cuales 5 cuentan con status de ciudad y 11 con derecho de mercado. 
| Ciudades (Städte) - Gmünd - Heidenreichstein - Litschau - Schrems - Weitra Pueblos con derecho a mercado (Marktgemeinden) - Amaliendorf-Aalfang - Bad Großpertholz - Brand-Nagelberg - Eggern - Eisgarn - Großdietmanns - Großschönau - Hirschbach - Hoheneich - Kirchberg am Walde - St. Martin | Aldeas - Haugschlag - Moorbad Harbach - Reingers - Unserfrau-Altweitra - Waldenstein |